# Confederación General del Trabajo-Sindicalista Revolucionario
La Confederación General del Trabajo-Sindicalista Revolucionario, en francés: Confédération générale du travail - Syndicaliste révolutionnaire (CGT-SR), fue una organización de federaciones sindicales francesas constituida en la primera mitad del siglo XX. 
Surgida en 1926 por la escisión de federaciones (L'Union Fédérative des Syndicats Autonomes), de la Confédération générale du travail unitaire, adheridas a la Confederación General del Trabajo de Francia ante el giro dado por dicha confederación en la primera mitad del siglo XX.  La tendencia hacia ideologías de corte más reformista y aproximación hacia los partidos socialistas de la CGT, decidieron la separación de estos sindicatos anarquistas para mantenerse fieles a las bases del sindicalismo revolucionario, a la acción directa, a la herencia de organizaciones como las Bolsas de Trabajo de Fernand Pelloutier; y a los fundamentos del movimiento obrero que permitían la autonomía de clase dentro de su organización. 
El congreso constitutivo de la CGT-SR tuvo lugar los días  1 y 2 de noviembre de 1926, siendo elegido presidente Pierre Besnard. La sede de la organización se estableció en la Bourse du Travail (Bolsa de Trabajo) de la Fédération des Bourses du travail. Su órgano confederal de expresión fue el periódico Le Combat Syndicaliste (El Combate Sindicalista), fundado en 1928.

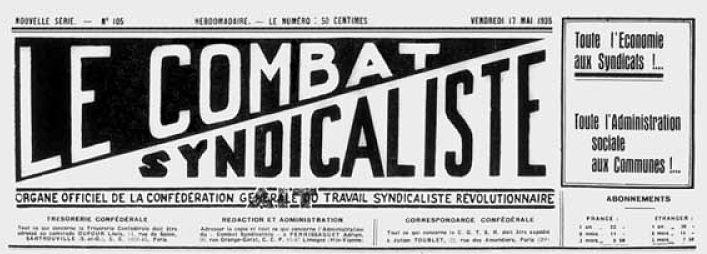
Cabecera de Le Combat syndicaliste, órgano de prensa de la
Confédération générale du travail - Syndicaliste révolutionnaire

En los años treinta del siglo XX, la CGT-SR se opuso activamente, tanto en Francia como en Argelia, al colonialismo francés. A raíz del centenario de la ocupación francesa de Argelia, en 1930, se firmó una declaración conjunta entre la Union anarchiste (Unión Anarquista), la Association des fédéralistes anarchistes (Asociación de los Federalistas Anarquistas) y la Confederación General del Trabajo-SR denunciando: "el colonialismo asesino, la mascarada sangrienta" que representaba la colonización francesa del norte de África
Durante la Revolución Española y la Guerra Civil, la CGT-SR participó y apoyó activamente a sus compañeros de la CNT española y de la Federación Anarquista Ibérica. Mantuvieron constantes encuentros con Antonio Martin, "El Cojo de Málaga", del Comité Revolucionario de Puigcerdá, que les informaba sobre las actividades realizadas  por los anarcosindicalistas catalanes. A la salida de estas reuniones, se organizan refuerzos para las milicias libertarias, por parte de la confederación francesa.
Después de la Segunda Guerra Mundial, el escaso número de militantes, apenas unos 20.000 afiliados, rebajó muchísimo la influencia social del sindicato. En 1946, muchos de sus integrantes participaron en la fundación de la CNT francesa.
Si bien la influencia sindical de la CGT-SR fue discreta, su contribución teórica fue notable, como se puede observar en la "Charte de Lyon" del congreso constitutivo de la CGT-SR, los días 1 y 2 de noviembre de 1926.